# Rita Grochocińska
Rita Grochocińska (ur. 30 listopada 1941, zm. 24 sierpnia 2011) – polska pedagog, wykładowca i profesor Gdańskiej Wyższej Szkoły Humanistycznej, dziekan Wydziału Pedagogiki i członek senatu tej uczelni.

## Życiorys
Doktoryzowała się z zakresu psychologii społeczno-wychowawczej. Od 1971 do 2003 związana była z Uniwersytetem Gdańskim. Była tam kierownikiem Zakładu Wczesnej Edukacji w Instytucie Pedagogiki. 
Do jej głównych zainteresowań naukowych należały następujące tematy: psychospołeczne sytuacje dzieci w rodzinie, wiedza psychologiczna nauczyciela w procesie dydaktycznym, przemoc względem dzieci przedszkolnych i w wieku wczesnoszkolnym, sytuacje trudne w postaci śmierci osób bliskich.

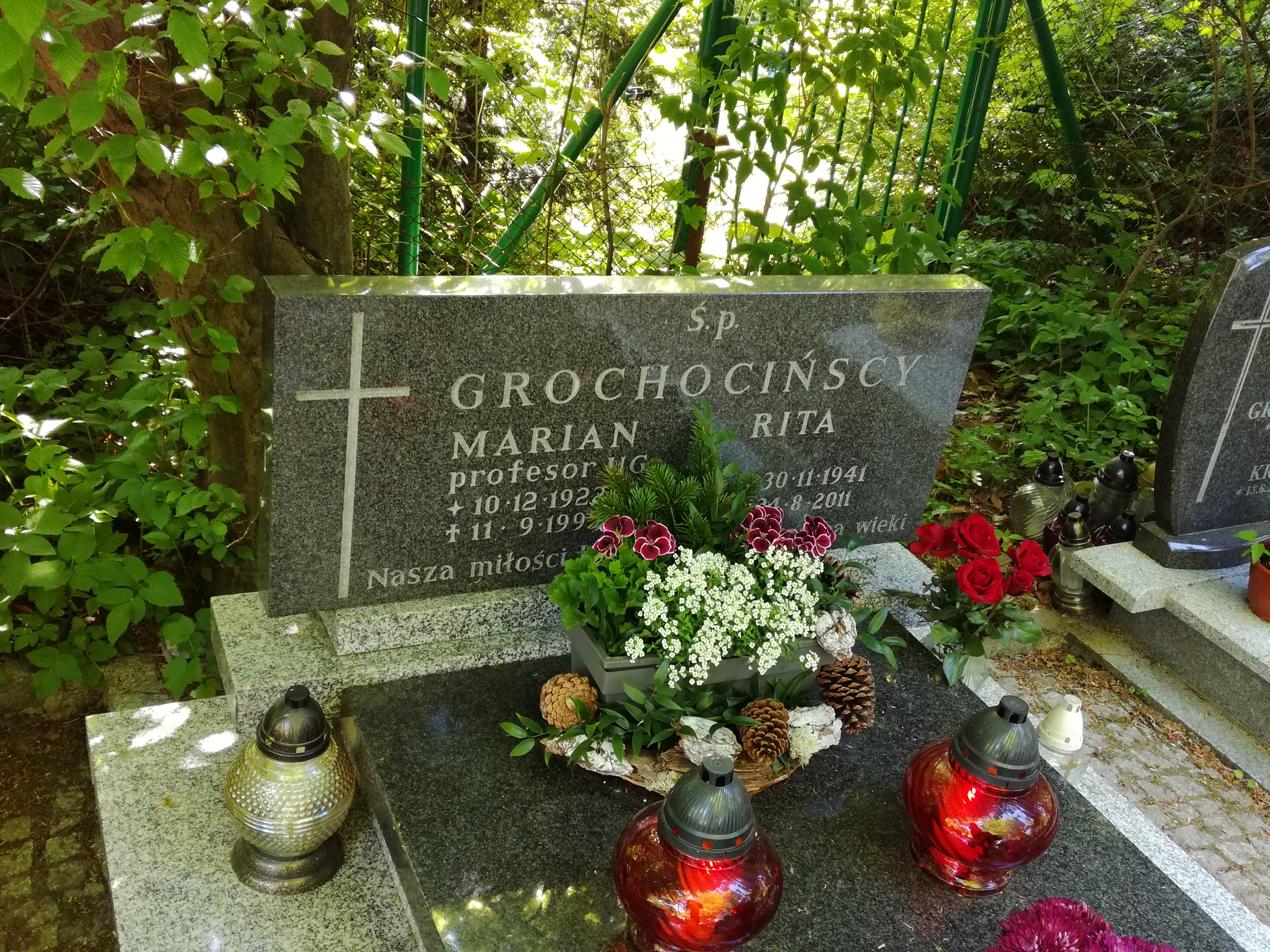
Grób prof. Mariana i Rity Grochocińskich w Sopocie

Pogrzeb odbył się na cmentarzu katolickim przy ul. Malczewskiego w Sopocie 27 sierpnia 2011 (kwatera A2-E-19).

## Wybrane publikacje
- Działalność koła PCK w szkole i w środowisku (1970),
- Psychospołeczna sytuacja dzieci w rodzinach rozbitych (wyd. I: 1990, wyd. II: 1992),
- Życie dziecka w warunkach tymczasowej i stałej separacji matki i ojca (1992),
- Przemoc wobec dziecka w wieku przedszkolnym i wczesnoszkolnym (1999),
- Poznawanie sytuacji rodzinnej i szkolnej dziecka (wybrane techniki badań) – 2003[1].

## Odznaczenia
Odznaczona została Złotym Krzyżem Zasługi.